# Tubo de alimentação

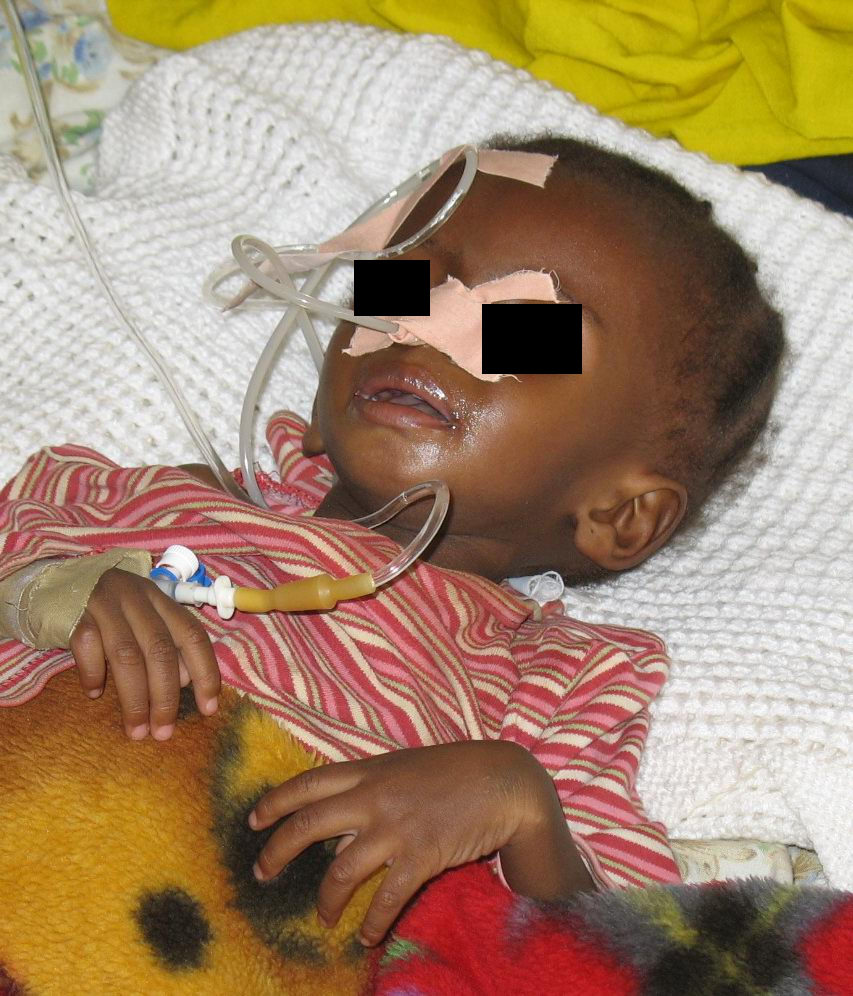
Criança desnutrida com um tubo de alimentação.

Um tubo de alimentação é um dispositivo médico utilizado para prover nutrição a pacientes que não podem obtê-la por deglutição.